# Jonas Bloquet
Jonas Bloquet (Brussel, 10 juli 1992) is een Belgisch acteur.

## Levensloop
Bloquet is geboren en getogen in Brussel. Hij maakte als tiener zijn filmdebuut met de hoofdrol in Élève Libre (2008), waarvoor hij genomineerd werd voor een Magritte voor beste mannelijke nieuwkomer. Na het afronden van de middelbare school verhuisde hij naar Parijs om acteren te studeren. Hij speelde in de Luc Besson-films Malavita (2013) en Valerian and the City of a Thousand Planets (2017).
In 2016 speelde hij samen met Isabelle Huppert in de film Elle van Paul Verhoeven, wat hem een nominatie opleverde voor de César voor meest veelbelovende acteur. Hij speelde ook in verschillende internationale producties, zoals 3 Days to Kill (2014) en The Nun (2018).

## Filmografie

### Film
Uitgezonderd korte films.
- Élève libre (2008)
- Tonnerre (2013)
- Malavita (2013)
- 3 Days to Kill (2014)
- Elle (2016)
- Orpheline (2016)
- Valerian and the City of a Thousand Planets (2017)
- Seule à mon mariage (2018)
- The Nun (2018)
- Les fauves (2018)
- Filles de joie (2020)
- Moeyo Ken (2021)
- Tirailleurs (2022)
- The Nun II (2023)

### Televisie
Uitgezonderd eenmalige gastrollen.
- Germinal (2021)
- 1899 (2022)
- Marie-Antoinette (2022)